# Raiss Izabella Lucia
Raiss Izabella Lucia (Gábor Ignácné) (Craiova, 1880. augusztus 16. – Gönyű, 1944. december 10.) műfordító, pedagógus.

## Életpályája
Magyar szülők Romániában nevelkedett leánya, férjével együtt vezette a budapesti Gábor-féle nevelőintézetet és a baldóci gyermekvárost. Német nyelvű tárcáin kívül fordításaival magyar írók munkáit fordította németül a Pester Lloyd hasábjain és a bécsi napisajtóban. A nyilasok 1944 novemberében elhurcolták és – valószínűleg Gönyűnél – a Dunába ölték.

## Családja
Szülei: Raiss Mór és Rubin Anna voltak. Gábor Ignác (1868–1945) irodalomtörténész, műfordító felesége, Gábor György (1902–1973) író és Gábor Marianne (1917–2014) festőművész édesanyja.